# Amsterdam (canción de Imagine Dragons)
«Amsterdam» es una canción del grupo de indie rock estadounidense Imagine Dragons, perteneciente a su tercer Extended play «It's Time», y posteriormente regrabada y masterizada para el álbum debut de la banda, «Night Visions». Fue escrita por la agrupación, y producida junto a Brandon Darner.
El tema comenzó a ser promocionado cómo un sencillo del álbum el 4 de septiembre de 2012 por KIDinaKORNER e Interscope Records, siendo elegida cómo “canción de la semana” por la ITunes Store, la misma fecha del lanzamiento de «Night Visions».

## Composición
«Amsterdam» suena a 115 latidos por minuto. La canción, cuya primera aparición fue en el tercer EP de la banda,«It's Time», lanzado en marzo de 2011, fue una de las primeras canciones de Imagine Dragons en incorporar la música electrónica en su rock tradicional, muy evidente en sus anteriores creaciones. «Amsterdam», junto con la mayor parte del EP, utiliza la música electrónica para crear el timbre y la textura de la canción en lugar de formar las melodías y riffs. Un concepto similar fue utilizado por primera vez en el sencillo de la banda, «Hear Me», una canción del EP «Hell And Silence».

## Lanzamiento
«Amsterdam» fue lanzada exclusivamente como descarga gratuita a través de iTunes por tiempo limitado. iTunes la lanzó como «Song of the week» en la semana de lanzamiento del álbum. El sencillo fue lanzado por primera vez en América del Norte el 4 de septiembre de 2012, y de nuevo en los países europeos el 7 de febrero de 2013.

## Presentaciones en vivo
«Amsterdam» es una de las canciones más reproducidas de la banda, la cual ha sido interpretada más de 90 veces desde su primera presentación en 2010. La canción también formó parte del setlist de canciones para el «Night Visions Tour», que comenzó en 2013. Solía ser interpretada generalmente después del tema de apertura del concierto, «Round And Round».

## Lista de sencillos
| Amsterdam: Descarga digital |             |                 |          |  |
| N.º                         | Título      | Artista(s)      | Duración |  |
| 1.                          | «Amsterdam» | Imagine Dragons | 3:12     |  |

## Créditos
Adaptado del booklet de «Night Visions».
Amsterdam
- Interpretado por Imagine Dragons.
- Escrito por Dan Reynolds, Wayne Sermon y Ben McKee.
- Producido por Brandon Darner e Imagine Dragons.
- Publicado por KIDinaKORNER / Universal.
- Grabado por Mark Everton Gray en “The Studio at the Palms”.
- Mezclado por Mark Needham en “The Ballroom Studio”.
- Asistente de Mezcla: Will Brierre.
- Masterizado por Joe LaPorta en “The Lodge”.

℗ 2012 KIDinaKORNER/Interscope Records
Imagine Dragons
- Dan Reynolds: Voz.
- Wayne Sermon: Guitarra.
- Ben McKee: Bajo.
- Andrew Tolman y Daniel Platzman: Batería.[n. 1]
- Brittany Tolman: Voz y Teclados.

## Rendimiento en Listas de Popularidad
| Lista (2013 - 2014)                         | Mejor posición |
| ------------------------------------------- | -------------- |
| Bélgica (Flandes) (Ultratip Bubbling Under) | 18             |
| Canadá Rock (Billboard)                     | 45             |
| Estados Unidos Hot Rock Songs (Billboard)   | 48             |

## Certificaciones
| País (Organismo certificador) | Certificaciones | Ventas certificadas | Ref.   |
| ----------------------------- | --------------- | ------------------- | ------ |
| Estados Unidos (RIAA)         | Platino         | 1 000               | [ 14 ] |

## Historial de lanzamientos
| País           | Fecha                   | Formato          | Discográfica       |
| -------------- | ----------------------- | ---------------- | ------------------ |
| Canadá         | 4 de septiembre de 2012 | Descarga digital | Interscope Records |
| Estados Unidos | 4 de septiembre de 2012 | Descarga digital | Interscope Records |
| Bélgica        | 7 de febrero de 2013    | Descarga digital | Interscope Records |
| Francia        | 7 de febrero de 2013    | Descarga digital | Interscope Records |
| Alemania       | 7 de febrero de 2013    | Descarga digital | Interscope Records |
| Países Bajos   | 7 de febrero de 2013    | Descarga digital | Interscope Records |
| Irlanda        | 6 de abril de 2013      | Descarga digital | Interscope Records |
| Reino Unido    | 6 de abril de 2013      | Descarga digital | Interscope Records |